# Mornington Crescent (metrostation)
Mornington Crescent is een station van de metro van Londen aan de Northern Line. Het metrostation, dat in 1907 is geopend, ligt in de wijk Mornington Crescent.

## Geschiedenis
Het station werd geopend als onderdeel van het oorspronkelijke deel van de Charing Cross, Euston en Hampstead Railway (CCE&HR), de latere Charing Cross tak van de Northern Line. Het station is ontworpen door de huisarchitect van de Underground Electric Railways Company of London (UERL), de eigenaar van de CCE&HR. Leslie Green ontwierp een stationsgebouw in de moderne stijl (Britse Art Nouveau-stijl) met de voor hem kenmerkende geglazuurde bloedrode gevel met bogen met ramen rond de machinekamer op de eerste verdieping. Voorafgaand aan de opening van het station was de naam "Seymour Street" voorgesteld. Na opening werd het weinig gebruikt en gedurende vele jaren was het alleen open op weekdagen. Voor 1966 reden de metro's van en naar Edgware zonder te stoppen het station voorbij.

## Ligging en inrichting
Het station ligt aan het zuideinde van Camden High Street waar deze zich splitst in Hampstead Road en Eversholt Street ten zuiden van het station. De ligging van het station langs de Northern Line is ongebruikelijk omdat het alleen aan de Charing Cross tak ligt terwijl  Camden Town en Euston beide takken aandoen. De City-tak loopt tussen deze stations in een boog ten westen van Mornington Cresent. Tussen Mornington Cresent en Camden Town ligt sinds 1924 een tunnelstelsel dat het mogelijk maakt om conflictvrij van de takken ten noorden van Camden Town van en naar die onder de binnenstad te rijden.  Op de eerste metrokaart van Beck, uit januari 1933, is de situatie juist weergegeven.    
Latere metrokaarten geven Mornington Cresent weer aan de westelijke tunnels wat niet klopt met de werkelijkheid maar de routes wel duidelijk scheidt.

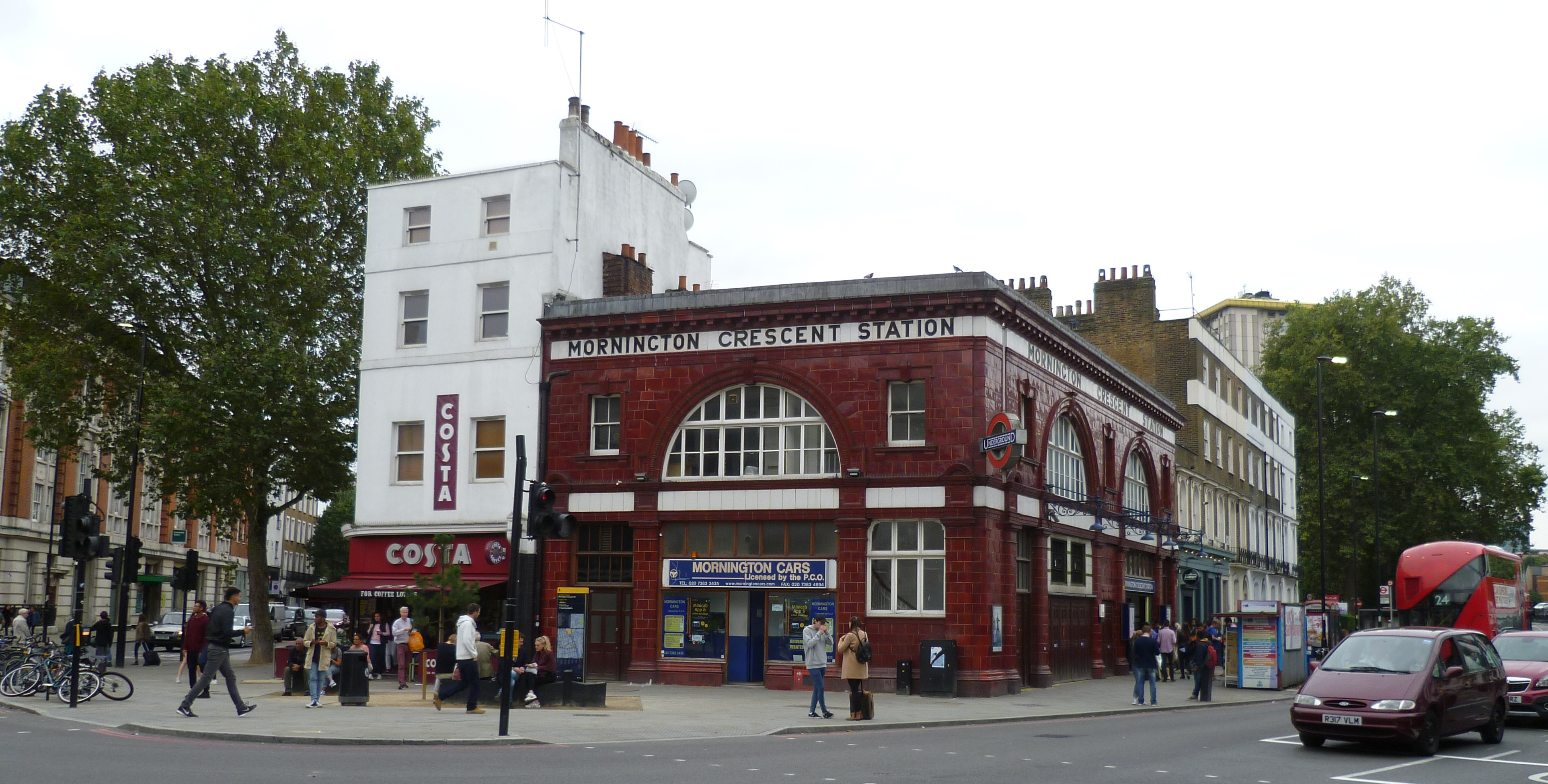
Het station gezien uit het noorden.
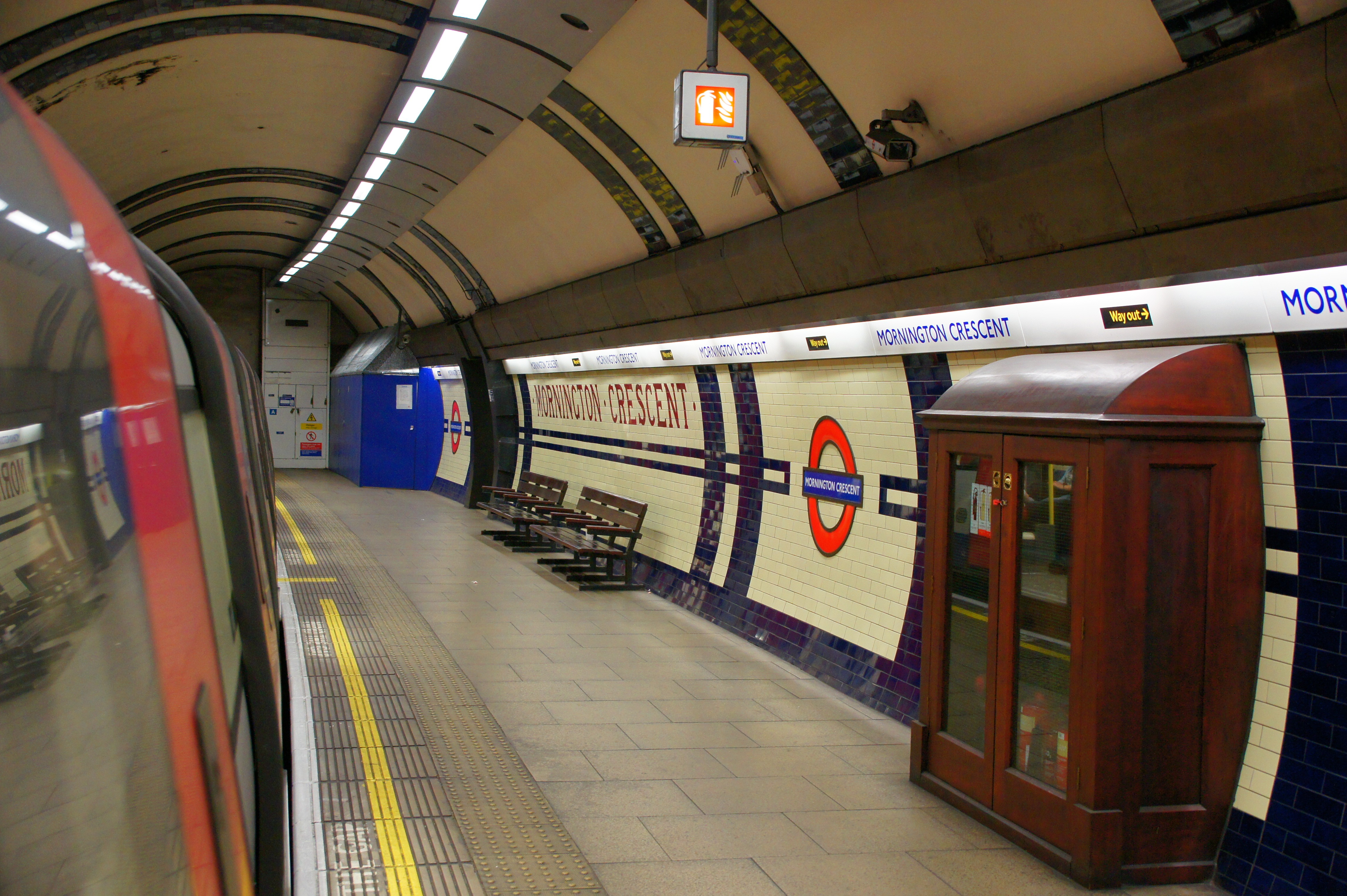
Het gerestaureerde tegelwerk langs het perron.
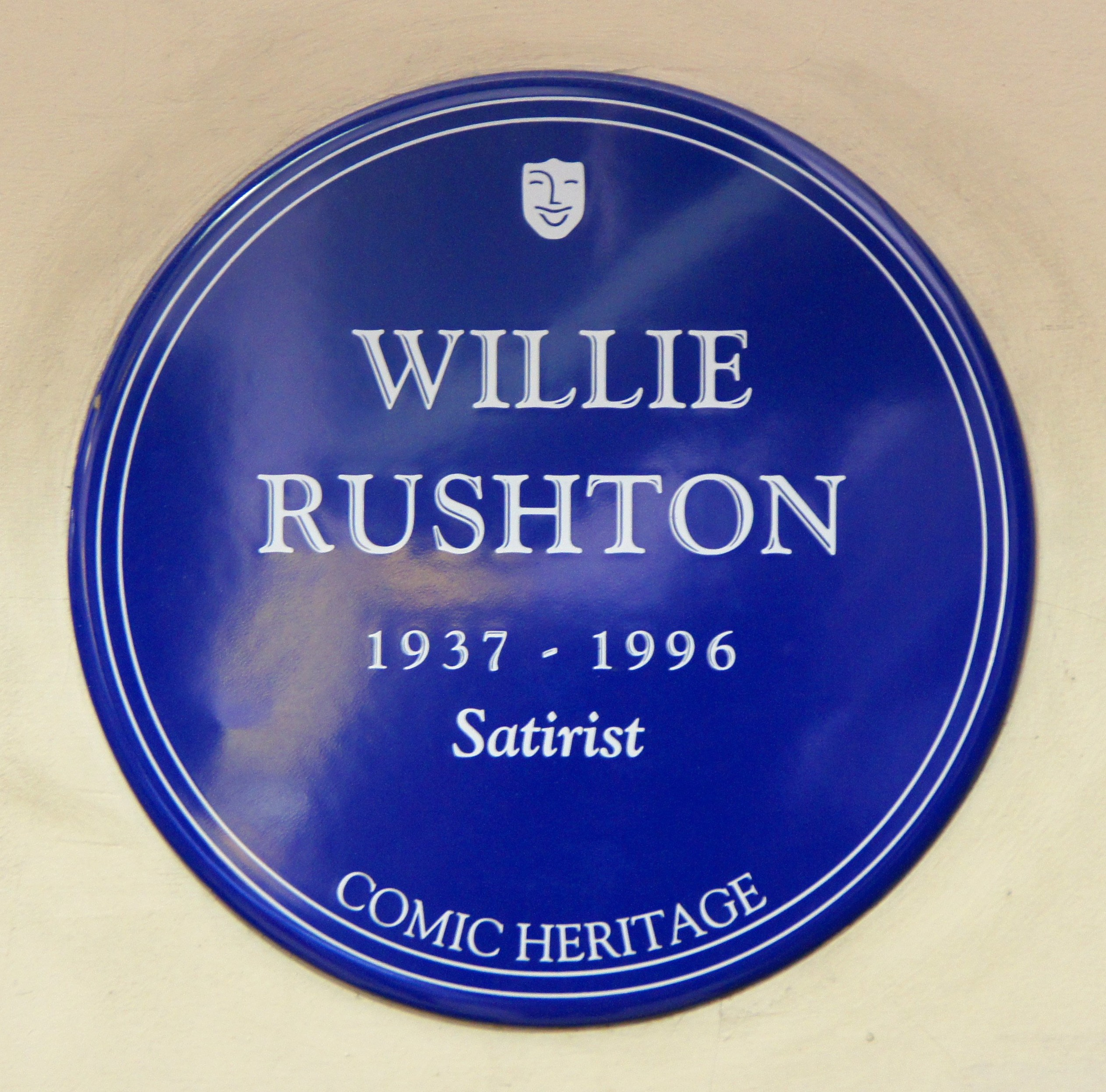
De gedenkplaat in de stationshal.

## Nieuwe liften
Op 23 oktober 1992 werd het station gesloten om de 85 jaar oude de liften te vervangen. Dit zou een jaar duren, maar door achterstallig onderhoud en gebrekkige bekostiging duurde de sluiting 6 jaar.
Er werd een gezamenlijke campagne gelanceerd om het station te heropenen, onder druk van Camden Council en hulp van het populaire BBC Radio 4- spel I'm Sorry I Haven't a Clue. Deze show bevat vaak het spel Mornington Crescent, dat zijn naam ontleent aan het station.
Tijdens de verbouwing van het station werd het originele kenmerkende lichtblauwe tegelpatroon in het station gerestaureerd, rekening houdend met moderne brandveiligheidseisen. De stationshal werd hersteld en de oorspronkelijke noodtrap werd gesloten. De tweede liftkoker werd aan een kant  omgebouwd tot trappenhuis, terwijl de gang aan de andere kant van de liftkoker werd gebruikt voor  stationsvoorzieningen.
Na de opknapbeurt werd het station op 27 april 1998 heropend door de vaste bezetting van I'm Sorry I Haven't a Clue (Humphrey Lyttelton, Barry Cryer, Tim Brooke-Taylor en Graeme Garden). In 2002 werd een gedenkplaat aangebracht voor wijlen Willie Rushton, een van de langstzittende panelleden van het programma.
Sinds de heropening in 1998 is het station op dezelfde tijden geopend als de meeste andere stations, ook in het weekend, in een poging de druk op het steeds drukker wordende nabijgelegen station Camden Town te verlichten.

## Fotoarchief
- London Transport Museum Photographic Archive
  - Exterieur, 1925
  - Exterieur, 1930
  - Stationshal, 1955